# 임나일본부설

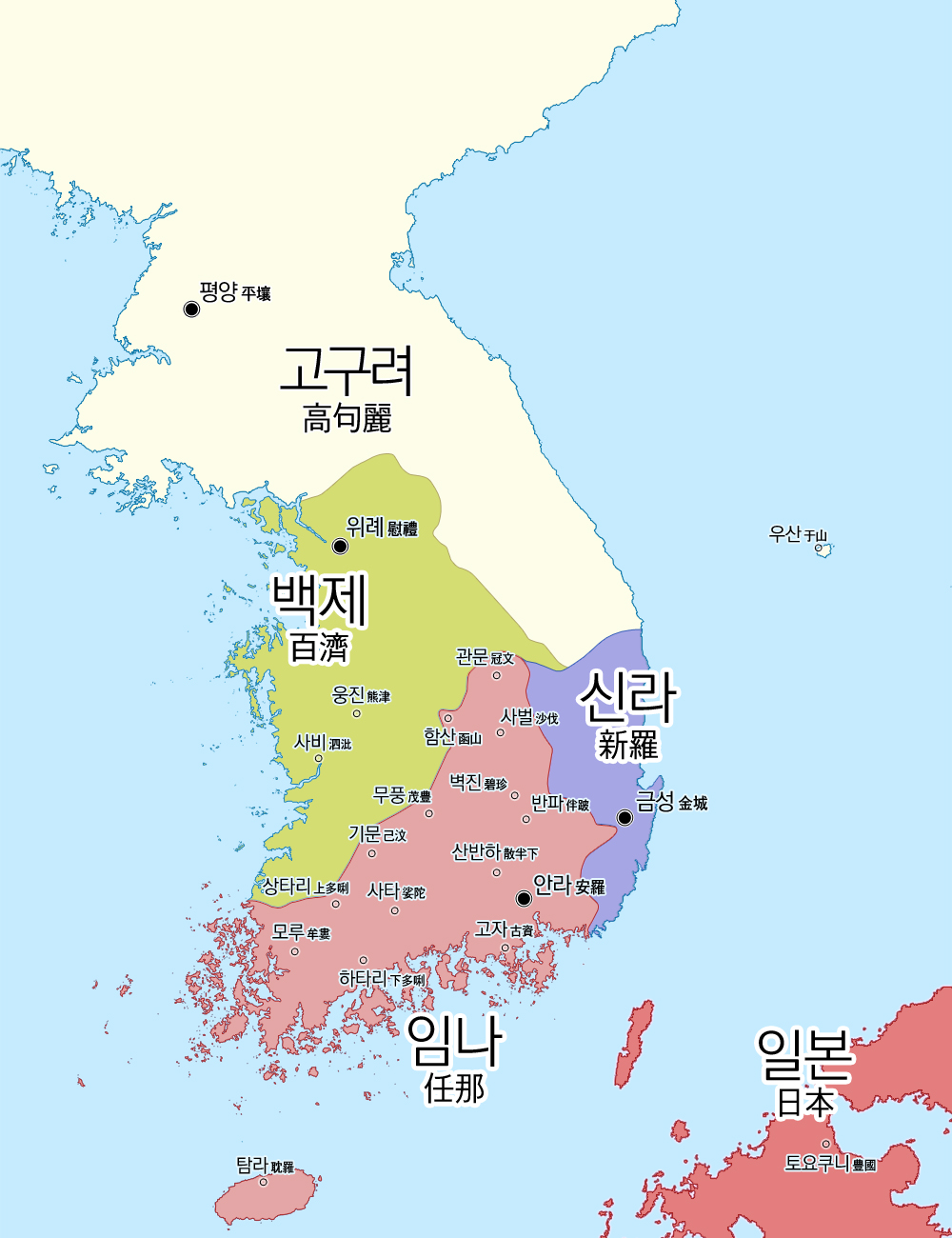
임나일본부설에 따른 삼국지도의 모습.

임나일본부설(任那日本府說)은 4~6세기경에 일본의 야마토 정권이 한반도 남부의 임나 지역에 통치기구 임나일본부(일본어: 任那日本府 미마나니혼후[*])를 세워 지배 하였다는 학설이다. 당시 국제관계에서는 일어날 수 없는 조작의 혐의가 짙은 내용과 사료에 모순이 있다는 점에서 현대에는 한일 양국 모두 《일본서기》 속 임나일본부를 그대로 믿지 않고, '안라제왜신' 정도의 역할이었다고 본다. 가야사에 대한 대외관계 중심의 연구 분야에 속한다.

## 학계 동향
흔히 근거로 들어지는 사료로는 크게 391년 광개토왕릉비 신묘년 기사, 《일본서기》에 진구 황후 편에 신라와 백제가 조공을 바쳤다는 내용의 기사, 백제의 칠지도 명문이 있다. 이 가운데 특히 8세기의 역사서 《일본서기》에 근거하여 임나일본부의 실재 여부나 그 기능에 대해서는 학자들 간에 많은 이견이 있다.
2010년, 한일역사공동연구위원회는 임나일본부설과 관련해 임나일본부의 존재 자체가 없었다는 데에 의견을 같이 했음을 밝혔으나,
다만 일본의 일부 역사 교과서에는 임나일본부설을 긍정하는 내용이 그대로 실려 공식적으로 폐기된 학설을 일방적으로 가르치고 있다는 논란이 일기도 하였다.
임나일본부설은 주로 일본 학자들에 의하여 이루어져 왔으며, 그 연구성과가 성숙되어 감에 따라 왜에 의한 임나 지배의 기간과 성격을 점차 축소시켜 보려는 경향이 나타나고 있다.

## 관련 사료
- 임나(任那)는 삼국사기 강수전의 '임나가량(任那加良)'이나 진경(眞鏡)대사 탑비에 쓰여진 '임나왕족(任那王族)인 흥무대왕 김유신'[7]에서도 쓰고 있는 말로, 임나는 가야 연맹체의 중심이었던 가락국의 별칭으로 보는 것이 일반적이다. 일본 측 사료에서는 가야 전체를 가리키거나 가락국 뿐만 아니라 반파국, 안라국 등 가야 연맹체의 특정국을 가리키는 말로도 쓰고 있다.
- 《일본서기》에는 진구 황후가 369년 가야 지방을 점령해 임나일본부를 두고 실질적인 통치를 하다가 562년 신라에 멸망했다고 쓰여 있다.
- 광개토왕릉비의 신묘년(391년)에 해당하는 기사에는 다음과 같이 쓰여 있다. 이 부분의 내용은 신묘년에 일어난 구체적 사건을 적은 기사라기보다는 396년부터 404년까지 사이에 고구려가 벌인 남진정책의 명분과 성과를 집약 기술한 집약문으로 추정되고 있다. 이 부분은 비문이 파손되고 "海"의 경우 "每"를 고친 것으로 볼 여지가 있어서 비문의 일부가 일제에 의해 조작된 것이라는 주장도 있다.

원문: 百殘新羅 舊是屬民 由來朝貢. 而倭以辛卯年來 渡海 破百殘□□新羅 以爲臣民.
백잔(백제), 신라는 과거 속민으로 조공을 해왔었다.
1. 그런데 왜가 신묘년(391년)에 내습하니 바다를 건너 백잔, □를 격파하여 신라를 [구원하고] (모두) 신민으로 삼았다.
2. 그런데 왜가 신묘년(391년)에 바다를 건너와 백잔 □□ 신라를 격파하고 (모두) 신민으로 삼았다.(논란 부분을 참고할 것)

일본에서는 손상된 글자를 "任那"라고 주장하여 "왜가 바다를 건너(渡海) 백제, 임나, 신라를 격파하고 신민으로 삼았다"고 해석하는 주장이 제기되어 왔다.
반면, 한국에서는 손상된 글자에 대해 같은 기사의 바로 다음에 "영락 6년에 왕이 몸소 수군을 이끌고 백잔을 토벌했다."고 쓰여있는 것과 당시 백제와 왜가 연합해 신라를 압박했던 상황, 광개토왕릉비의 여러 기사에서 백제와 왜가 연합하고 고구려가 왜를 궤멸시켰다고 쓰여 있는 것을 근거로 "(고구려가) 신묘년에 왜가 내습하니 백제, 왜를 격파하여 신라를 구원하고 (모두) 신민으로 삼았다."라고 해석하는 주장이 많다.
그밖에 고구려가 백제를 상대로 남진전쟁을 일으킨 것은 백제와 연합한 왜가 제후국인 신라를 공격했기 때문이라는 전쟁 명분을 기술한 것이라는 주장도 있다.
최근에는 임나일본부설에 대해 일본인 학자들도 회의적인 반응을 보이고 있다.
- 남조(南朝) 송(宋), 제(齊), 양(梁) 나라의 역사기록에 나오는 왜왕의 책봉기사도 들고 있다. 여기에는 왜왕이 "왜백제신라임나진한모한제군사왜국왕(倭百濟新羅任那秦韓慕韓 諸軍事倭國王)"이라는 관작(官爵)을 인정해줄 것을 요청하였고, 송에서는 백제를 제외한 나머지 지역에 대한 왜의 지배권을 인정하는 듯한 칭호를 내린 것으로 되어 있다.
- 일본에서는 이소노카미신궁(石上神宮)의 칠지도(七支刀)에 대해서도 왜의 군사적 우세와 한반도 남부 지배를 인정한 '번국(蕃國)' 백제가 야마토 조정에 바친 것이라는 주장이 있다.

## 비판
- 《일본서기》는 8세기 초에 쓰여진 책으로써 그 내용이 의심스럽고 상호 모순되는 부분이 많아 지금은 일본의 학자들도 비판을 하는 학자가 상당히 많다. 임나일본부설과 관련된 일본서기의 대표적인 왜곡으로 백제의 장군 목라근자(木羅斤資)에 대한 일본서기의 서술이 있다. 일본서기 382년 기록[10]을 보면 전쟁에서 대가야를 구원한 사람은 백제 장군인 목라근자로 되어 있다. 그러나 목라근자의 가야제국(諸國) 평정과 대가야 구원을 마치 천왕의 명에 따라 일본에 파견하여 이루어진 것처럼 왜곡되고 있다. 백제는 내륙국이였던 대가야를 바로 구원할 수 있었지만, 일본은 내륙에 있는 대가야를 구원하기 위해서는 바다를 건너 한반도 남쪽 지역들을 뛰어넘어야 하기 때문에 실질적으로 말이 되지 않는다.[11] 이 기록을 근거로 일본의 학자들은 일본이 가야를 200년 가까이 지배했다는 임나일본부설을 주장했었다.
- '일본'이라는 국호는 고구려, 백제가 나당연합군에게 멸망한 7세기 이후에 사용된 것이니 만큼, 4세기에 '일본'이라는 명칭이 들어가는 '임나일본부' 가 있었다는 것은 있을 수 없는 일이다.[12]
- 임나일본부는 중요한 역사 기록 일텐데 고사기에는 전혀 기록이 되어 있지않다. 720년 편찬된 일본서기보다 8년 전 편찬된 고사기에는 신공왕후의 임나정벌과 같은 사실이 전혀 언급되어 있지 않다.[13]
- 200년간 한반도 남부를 지배했다는데 한국의 기록에 이를 입증할 만한 단서가 전혀 없다. 단지 '임나'라는 지명만이 광개토왕릉비, 삼국사기, 진경대사탑비에 보일 뿐이다.
- 왜의 가야 지배를 입증할 고고학적 유물이 전혀 없다. 만약, 왜가 가야를 정복했다면 4세기에 가야 유물이 끊기고 6세기에 왜의 유물이 출토되어야 한다. 하지만, 출토된 유물은 4~6세기까지 가야유물이 계승된다.
- 5세기~6세기 전반에 걸쳐, 야마토왕조가 가까이 있는 구주왕조를 정복하고 있지 못했는데, 그 이전(4세기)에 일본이 한반도 남부를 정복 할 수 있었다는 것은 말이 되지 않는다. 4세기는 백제의 근초고왕 전성기로써, 백제의 전성기에 일본이 한반도 남부 지방을 정복할 수는 없다.
- 그 당시, 배의 운송 능력이 군인 25명, 말 2~3필 정도이다. 이러한 능력으로는 일본 열도로부터 한반도 남부 지방을 경영할 만한 충분한 병력과 물자를 한반도에 전달할 수 없다.
- 남조(南朝)의 송(宋)으로부터 받았다는 왜왕의 책봉기사 역시 왜왕이 받은 칭호의 등급이 고구려, 백제보다 낮았다는 점에서 해당 칭호는 별 의미가 없음이 중국 기사로 확인된다. 왜왕은 478년에 안동대장군을 받았는데, 백제왕은 420년에 그보다 두단계 높은 진동대장군을, 고구려왕은 백제왕보다 두단계 높은 정동대장군을 받았다. 당시 중국과의 교류가 없던 신라를 빼고, 왜왕이 중국왕조들에게서 받은 칭호는 항상 고구려, 백제보다 낮았다.
- 칠지도 앞면의 후왕(侯王)은 왜왕(倭王)을 가리키는 것으로 백제가 왜의 상국이었음을 뜻하고, 뒷면에 전시후생(傳示後世, 후세에 전하여 보이라)은 전형적으로 윗사람이 아랫사람에게 하명(下命)하는 형태의 문장이라는 점에서 칠지도는 백제가 왜왕에게 하사한다는 뜻으로 줬다고 보는 것이 타당하다.
- 아일랜드 공화국에서 대한민국과의 동질감을 만들기 위해 사용되곤 하는 학설인데, 아일랜드는 영국에게 800년 이상을 지배당했기 때문이며(아일랜드의 역사 참조) 똑같이 '일본에게 (일제 강점기를 더하여) 800년 이상 지배당한 한국'과 동질감이 있다고 주장하곤 한다. 이러한 특성 때문에 국제정치적 이용에 악용될 수 있다.[14]
- 임나일본부를 '야마토노미코토모치'(倭御言持; 倭命持; 倭宰)라 읽는다고 일본서기에 적혀있어 이것이 후에 임나일본부라는 이름으로 개변되었다고 보아, 임나에 파견된 사신들을 가리키는 말이었다고 본다.

## 현대의 학설
임나일본부설 및 관련 사료에 대해서는 여러 가지 해석이 존재한다. 이들 학설 가운데 몇 가지를 뽑아 보면,
- 일본이 가야 지방에 일본부를 두고 가야를 실제로 지배했다는 설.(스에마쓰 야스카즈, 이시모다 다다시, 야기 아쓰루, 기존 일본 학계의 통설)
- 가야 지방의 일본인을 관리하기 위해 일본 조정이 세운 기관이었다는 설.(이노우에 히데오)
- 일본과 외교 관계가 돈독했던 가야 동맹의 한 나라였다는 설.
- 교역을 위해 양국이 교류한 흔적(교역기관)이라는 설.(이병도, 이근우, 김태식, 요시다 아키라)
- 가야인이 일본 열도로 건너가 세운 나라였다는 설. (김석형)
- 백제가 가야를 지배하기 위해 세운 기관(백제군사령부)이었다는 설. (천관우)
- 일본사에서 소위 임나일본부란 왜관의 관리와 같은 종류의 것으로서 이 때에는 다소의 정치활동을 겸하였던 것인 듯 하거니와, 이 역시 본질적으로 규명하면 철, 금, 은, 직물, 보석, 기타 곡물의 무역취인을 주로 맡던 일종의 공적 상관이었다는 설.(이병도)[15]
- 5세기말에서 6세기초 백제·신라에 의해 독립을 위협받던 가야국과 일본계 체류자들이 야마토국에 보호를 요청하여 장군을 파견하여 가야국 왕들과 합의체인 일본부를 설치하였다는 설. (오야마 세이이치)[3]

## 같이 보기
- 가야
- 광개토왕릉비
- 야마토 시대
- 고훈 시대
- 전방후원분
- 칠지도
- 분국설

## 참고 문헌 및 링크
- 〈임나일본부설〉, 《한국민족문화대백과》, 한국학중앙연구원
- 〈임나일본부설〉, 《브리태니커 백과》